# Joseph Lieberman
Pour les articles homonymes, voir Lieberman.
Joseph Isadore Lieberman, dit Joe Lieberman, né le 24 février 1942 à Stamford (Connecticut) et mort le 27 mars 2024 à New York (État de New York), est un homme politique américain.
Procureur général du Connecticut de 1983 à 1989, puis sénateur du Connecticut au Congrès des États-Unis de 1989 à 2013, il est le candidat démocrate à la vice-présidence des États-Unis en 2000 aux côtés d'Al Gore. Lieberman se présente lors des primaires présidentielles de 2004, mais retire rapidement sa candidature faute de soutien important. Membre du Parti démocrate jusqu'en 2006, il devient dès lors indépendant tout en restant au groupe démocrate au Sénat.

## Biographie

### Début de carrière
Joseph Lieberman effectue des études de droit à l'université Yale. Il est élu en 1970 au Sénat du Connecticut, où il sert dix ans, dont six années (1974-1980) comme majority leader, c'est-à-dire dirigeant des démocrates au Sénat de l'État. En 1980, il reprend le métier d'avocat avant de devenir procureur général d'État du Connecticut en 1983.

### Sénateur des États-Unis (1989-2013)
En 1988, il est élu sénateur du Connecticut au Congrès des États-Unis, puis réélu en 1994, 2000 et 2006 avec de larges majorités.

#### Sénateur centriste

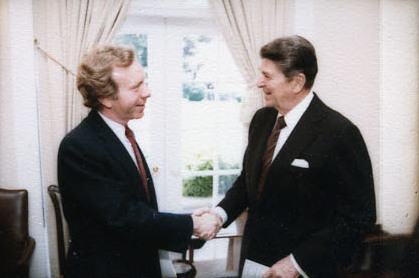
Joseph Lieberman rencontrant le président Ronald Reagan en 1984.

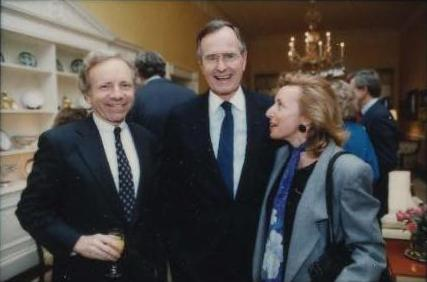
Joseph Lieberman et le président George H. W. Bush en 1991.

Joseph Lieberman appartient à l'aile centriste du Parti démocrate. Il est qualifié quelquefois de DINO, malgré des idées progressistes en ce qui concerne les droits civils et l'environnement.
En 1998, pendant l'affaire Lewinsky, il critique vigoureusement le comportement du président Bill Clinton, qui appartient pourtant à son parti.

#### Candidat démocrate à la vice-présidence en 2000
Certaines estiment que sa prise de position sur l'affaire Lewinsky le fait désigner par le candidat démocrate à l'élection présidentielle de 2000, Al Gore, comme colistier, afin de se démarquer des frasques des années Clinton. Premier Juif candidat sur le ticket d'un des deux grands partis américains, Lieberman est un atout pour Gore, mais insuffisant toutefois pour parvenir à la Maison-Blanche.

#### Partisan de la guerre en Irak
De retour au Sénat après cet échec, il est l'un des plus constants et fermes appuis démocrates à la politique du président George W. Bush dans ses décisions concernant la guerre d'Afghanistan et la guerre d'Irak.
Il devient par la suite l'un des plus fermes adversaires d'un retrait immédiat des troupes américaines d'Irak.

#### Candidat à la présidence en 2004
Représentant une vision centriste que certains estiment la meilleure pour vaincre George W. Bush, il décide de se lancer dans la course présidentielle aux primaires démocrates après avoir obtenu la certitude qu'Al Gore ne sera pas à nouveau candidat. Après un début de campagne encourageant, il obtient toutefois des scores décevants dans le New Hampshire et le Delaware, ce qui l'amène à abandonner.

#### Rupture avec le Parti démocrate
Bien que démocrate, Joe Lieberman est l'un des candidats pressentis pour obtenir le très important département de la Sécurité intérieure des États-Unis pour le second mandat de l'administration Bush. Le poste est finalement obtenu par Michael Chertoff.
Après son premier discours sur l'état de l'Union de son second mandat en 2005, George W. Bush remercie publiquement Lieberman de son soutien constant par une bise sur la joue du sénateur du Connecticut. La photo de ce « baiser » devient un an plus tard la première arme de campagne de ses adversaires au sein du Parti démocrate lors de sa campagne pour obtenir l'investiture du parti pour les élections sénatoriales de novembre 2006.
Ainsi, ses critiques du président Clinton pendant l'affaire Monica Lewinsky en 1998, sa campagne jugée trop droitière à la présidentielle de 2004, son refus de questionner le gouvernement sur la prison d'Abou Ghraib, ainsi que, surtout, son approbation des politiques de l'administration de George W. Bush et de la guerre d'Irak, lui sont reprochés au sein d'une coalition visant à l'empêcher d'être de nouveau candidat démocrate au poste de sénateur du Connecticut.
Appuyé par les principaux blogs « progressistes » américains, dont Daily Kos et Atrios (en), Ned Lamont, un homme d'affaires du Connecticut, se présente alors contre lui, comme candidat anti-guerre, lors de la campagne des primaires. Qualifiant Joe Lieberman de « pom-pom girl » ou de « chien-chien » du président Bush, Lamont effectue une percée inattendue dans les sondages mettant en péril l'investiture du sénateur.
Durant cette campagne âpre et haineuse où Lieberman est qualifié par ses adversaires blogueurs de « traître », « menteur », « rebut politique », « trou du cul déloyal », « embrasseur de Bush », il déclare, amer, en juillet 2006 que, si les électeurs du Parti démocrate venaient à considérer qu'il n'est plus digne de les représenter, il ne comprendrait plus alors où se positionnerait le Parti démocrate (sur l'échiquier politique américain), critiquant la dérive à gauche du parti, conséquence selon lui des pressions du fondateur de Daily Kos. Dans ce même climat, le candidat démocrate à la présidentielle de 2004, John Kerry, refuse de le soutenir, même dans le cas de sa victoire aux primaires, et qu'Hillary Clinton prend ses distances.
En 2003, il introduit le Climate Stewardship Act of 2003 (S139) avec le sénateur républicain John McCain (Arizona). Cette législation avait pour objectif de plafonner les émissions de gaz à effet de serre. Elle est évoquée au cours du débat sur l'Energy Policy Act de 2005, mais n'est pas adoptée.
En dépit du soutien, quant à lui appuyé, de Bill Clinton, Joseph Lieberman est battu lors des primaires démocrates le 8 août 2006, avec 48 % des voix contre 52 % à Lamont. Populaire chez les électeurs indépendants et républicains du Connecticut, Joseph Lieberman assure alors vouloir quand même se présenter en tant que candidat indépendant à l'élection de novembre 2006. Il crée son propre parti (Connecticut for Lieberman) et mène une campagne activement soutenue par le maire républicain de New York Michael Bloomberg, l'ancien maire démocrate conservateur Ed Koch et l'ancien sénateur républicain de New York Alfonse D'Amato. Lors d'un entretien télévisé, il reçoit un soutien implicite de Dick Cheney, le vice-président des États-Unis.

#### Sénateur indépendant mais soutien républicain
Le 7 novembre 2006, Lieberman est facilement réélu avec 50 % des voix contre le candidat démocrate anti-guerre Ned Lamont (40 %) et le candidat du Parti républicain Alan Schlesinger (10 %). Il siège alors avec les démocrates du Congrès en tant qu'indépendant.
Dès 2007, au début de la campagne présidentielle américaine, il apporte son soutien à John McCain, candidat républicain à la nomination de son parti dans le cadre des élections primaires, puis candidat à la présidence, et critique ouvertement Barack Obama, le candidat démocrate. Lors de la convention nationale républicaine de 2008 chargée d'officialiser la candidature de John McCain à la présidence des États-Unis, il prononce un discours de vingt minutes dans lequel il défend son « ami » John McCain, affirmant que, s'il est toujours démocrate, il soutient le candidat républicain « parce que l'avenir du pays dépasse l'enjeu partisan ». Il estime notamment que John McCain représente « le meilleur choix pour rassembler le pays et le mener en avant ». Durant son allocution, Joe Lieberman s'attaque à Obama en l'accusant d'avoir voté « pour couper les fonds à nos soldats sur le terrain » en Irak. McCain envisage sérieusement de désigner Lieberman comme son colistier, mais renonce à la suite de l'opposition des conservateurs républicains,.
En janvier 2011, Lieberman annonce ne pas être candidat à l'élection sénatoriale de 2012.

### Après son mandat de sénateur (2013-2024)
Après son mandat de sénateur, Lieberman rejoint le cabinet d'avocats new-yorkais Kasowitz, Benson, Torres & Friedman et le think-tank conservateur American Enterprise Institute,.
En mai 2017, Lieberman est candidat au poste de directeur du FBI pour remplacer James Comey. Il est reçu par le président Donald Trump, mais n'est toutefois pas choisi.

### Mort
Joseph Lieberman meurt le 27 mars 2024 à New York des suites d'une chute,. Il est enterré au Connecticut, après une cérémonie à la Congregation Agudath Sholom, une synagogue orthodoxe à Stamford, Connecticut. Parmi les orateurs, l'ancien vice-président des États-Unis, Al Gore, les sénateurs Chris Murphy et Richard Blumenthal, l'ancien sénateur Chris Dodd et le gouverneur du Connecticut Ned Lamont. Il est enterré vendredi après-midi, le 29 mars 2024, dans sa ville natale de  Stamford (Connecticut).

### Vie privée

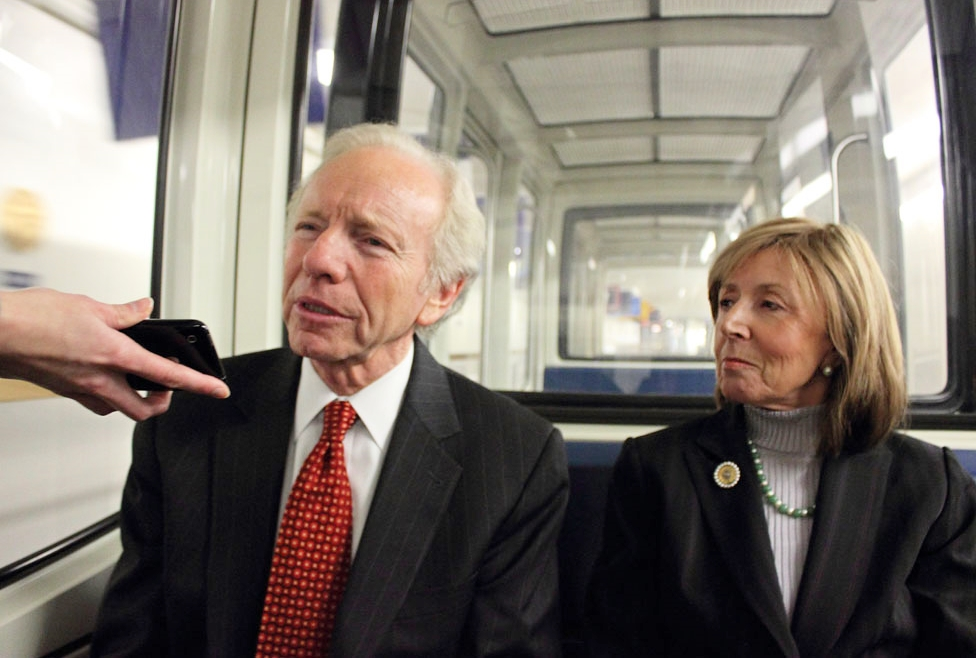
Joe Lieberman et sa femme Hadassah en 2011.

Marié en 1965 avec Betty Haas, Joseph Lieberman divorce en 1981 et se remarie l'année suivante avec Hadassah Freilich. Il est père de trois enfants (deux avec la première, une avec la seconde).